# Mohamed Sidan
Mohamed Sidan (auch: Mohammed Ali Zidan) ist ein libyscher Politiker und aktueller Verkehrsminister seines Landes. Weltweite Bekanntheit erlangte er nach dem Absturz von Afriqiyah-Airways-Flug 771 am 12. Mai 2010 nahe Tripolis.